# ニナ・アクセルロッド
ニナ・ケザー・アクセルロッド（Nina Kether Axelrod、1955年7月28日 - ）は、アメリカ合衆国の女優で、おもに1970年代から1980年代はじめにかけて、テレビや映画に出演した。1990年代はじめ以降は、映画のキャスティング・ディレクターとして働いている。
彼女の家族には、映画関係で働いている人たちが何人もいた。ニナは、母ジョアン・スタントン (Joan Stanton) と父ジョージ・アクセルロッド (George Axelrod) の娘であり、父は脚本家、映画プロデューサー、戯曲家、映画監督であった。
彼女は、『チャーリーズ・エンジェル (Charlie's Angels)』、『白バイ野郎ジョン&パンチ (CHiPs)』など、様々なテレビドラマ番組に出演した。映画では、1979年の映画『ローラー・ブギ (Roller Boogie)』や、今やカルト作品の古典となっているホラー映画のパロディ『地獄のモーテル (Motel Hell)』（1980年）に出演した。1980年代半ばから、アクセルロッドは映画のキャスティングの仕事を始めた。1981年、アクセルロッドは、リドリー・スコット監督のSF・ノワール映画『ブレードランナー (Blade Runner)』のレイチェル役のオーディションを受けたが、そのスクリーン・テストの映像は、2007年に発売されたファイナル・カット版DVDセットのディスク4に収録されている。

## おもな出演作品
- 地獄のモーテル、1980年 - Motel Hell
- 宇宙からのツタンカーメン、1982年 - Time Walker
- 殺しの報酬/地獄からの逃亡は新たな地獄を呼ぶ、1983年 - Cross Country
- コブラ、1986年 - Cobra
- クリッター3、1991年 - Critters 3